# سیارک ۷۵۵۴
سیارک ۷۵۵۴ (به انگلیسی: 7554 Johnspencer، نامگذاری:1981GQ) هفت هزار و پانصد و پنجاه و چهارمین سیارک کشف شده‌است که در ۵ آوریل ۱۹۸۱ کشف شد.
قدر مطلق سیارک برابر ۱۲٫۸۰ است.